# Best of Ballads & Blues
Best of Ballads & Blues is het tweede erkende verzamelalbum van de Amerikaanse glam metalband Poison. Het album werd op 5 augustus 2003 uitgegeven door Capitol Records. In tegenstelling tot de eerste compilatie, Poison's Greatest Hits: 1986-1996, wordt er op dit album gefocust op de power ballads en de blues-geïnspireerde nummers, inclusief twee nieuwe akoestische opnames, van "Something to Believe In" (met nieuwe tekst) en "Stand".

## Nummers
1. "Every Rose Has Its Thorn" - 4:19
  - Van het album Open Up and Say...Ahh! (1988)
2. "Something to Believe In" - 5:28
  - Van het album Flesh & Blood (1990)
3. "Life Goes On" - 4:47
  - Van het album Flesh & Blood (1990)
4. "I Won't Forget You" - 3:34
  - Van het album Look What the Cat Dragged In (1986)
5. "Good Love" - 2:51
  - Van het album Open Up and Say...Ahh! (1988)
6. "Lay Your Body Down" - 5:27
  - Van het album Crack a Smile...and More! (2000)
7. "Until You Suffer Some (Fire and Ice)" - 4:13
  - Van het album Native Tongue (1993)
8. "Be the One" - 5:39
  - Van het album Crack a Smile...and More! (2000)
9. "Life Loves a Tragedy" - 5:14
  - Van het album Flesh & Blood (1990)
10. "Only Time Will Tell" - 4:01
  - Van het album Swallow This Live (1991)
11. "Poor Boy Blues" - 5:19
  - Van het album Flesh & Blood (1990)
12. "Theatre of the Soul" - 4:41
  - Van het album Native Tongue (1993)
13. "Bastard Son of a Thousand Blues" - 4:57
  - Van het album Native Tongue (1993)
14. "The Last Song" - 4:21
  - Van het album Power to the People (2000)
15. "Something to Believe In" - 6:01
  - Akoestische versie met nieuwe tekst
16. "Stand" - 4:15
  - Akoestische versie

Leden: Bret Michaels · C.C. DeVille · Bobby Dall · Rikki Rockett

Ex-leden: Blues Saraceno · Richie Kotzen · Matt Smith

Studioalbums: Look What the Cat Dragged In · Open up and say... ahh! · Flesh & Blood · Native Tongue · Crack a Smile... and More! · Power to the People · Hollyweird · Poison'd!

Compilaties: Poison's Greatest Hits: 1986-1996 · Poison - Rock Champions · Best of Ballads & Blues · Rock Breakout Years: 1987 · The Best of Poison: 20 Years of Rock · Great Big Hits: Live Bootleg

Livealbums: Swallow This Live · Seven days live